# Cornallis gracilipes
Cornallis gracilipes là một loài bọ cánh cứng trong họ Cerambycidae.